# Maryann Brandon
Maryann Brandon là một nhà biên tập phim điện ảnh và truyền hình Mỹ. Cô là một thành viên của Hiệp hội Biên tập Điện ảnh Hoa Kỳ, và là đối tác thường xuyên của J. J. Abrams.

## Sự nghiệp
Brandon nhận được một đề cử giải Primetime Emmy cho đóng góp của mình trong việc biên tập phim truyền hình Bí danh, do J. J. Abrams sáng tạo. Cô cùng Mary Jo Markey đã tham gia dựng phim cho năm dự án mà Abrams ngồi ghế đạo diễn. Với việc biên tập cho Star Wars: Thần lực thức tỉnh, cô cùng Markey đã nhận một đề cử giải Oscar cho hạng mục Dựng phim xuất sắc nhất.

## Danh sách phim
| Năm  | Tựa đề                         | Ghi chú                                     |
| ---- | ------------------------------ | ------------------------------------------- |
| 1991 | Bingo                          |                                             |
| 1994 | The Birds II: Land's End       |                                             |
| 1995 | Born to Be Wild                |                                             |
| 1995 | Grumpier Old Men               | Đồng biên tập với Seth Flaum và Billy Weber |
| 1997 | A Thousand Acres               |                                             |
| 2000 | The Miracle Worker             |                                             |
| 2006 | Nhiệm vụ bất khả thi 3         | Đồng biên tập với Mary Jo Markey            |
| 2007 | The Jane Austen Book Club      |                                             |
| 2009 | Star Trek                      | Đồng biên tập với Mary Jo Markey            |
| 2010 | Bí kíp luyện rồng              | Đồng biên tập với Darren T. Holmes          |
| 2011 | Super 8                        | Đồng biên tập với Mary Jo Markey            |
| 2011 | Kung Fu Panda 2                | Đồng biên tập với Clare Knight              |
| 2013 | Star Trek: Chìm trong bóng tối | Đồng biên tập với Mary Jo Markey            |
| 2014 | Tình yêu bất tận               |                                             |
| 2015 | Star Wars: Thần lực thức tỉnh  | Đồng biên tập với Mary Jo Markey            |
| 2016 | Người du hành                  |                                             |
| 2018 | Trí lực siêu phàm              |                                             |